# Siège de Gand (1745)
Pour les articles homonymes, voir Siège de Gand.
Guerre de Succession d'Autriche
Batailles
- Mollwitz (04-1741)
- Chotusitz (05-1742)
- Sahay (05-1742)
- Prague (06/12-1742)
- Dettingen (06-1743)
- Cap Sicié (02-1744)
- 19 mai 1744
- Menin (05/06-1744)
- Ypres (06-1744)
- Furnes (07-1744)
- Fribourg (11-1744)
- Tournai (04/06-1745)
- Pfaffenhofen (04-1745)
- Fontenoy (05-1745)
- Hohenfriedberg (06-1745)
- Melle (07-1745)
- Gand (07-1745)
- Bruges (07-1745)
- Audenarde (07-1745)
- Termonde (08-1745)
- Ostende (08-1745)
- Nieuport (08/09-1745)
- Ath (09/10-1745)
- Soor (09-1745)
- Hennersdorf (11-1745)
- Kesselsdorf (12-1745)
- Culloden (04-1746)
- Mons (06/07-1746)
- Bruxelles (01/02-1746)
- Namur (09-1746)
- Charleroi (07/08-1746)
- Lorient (09/10-1746)
- Rocourt (10-1746)
- Cap Finisterre (1er) (05-1747)
- Lauffeld (07-1747)
- Bergen-op-Zoom (07/09-1747)
- Cap Finisterre (2e) (10-1747)
- Saint-Louis-du-Sud (03-1748)
- 18 mars 1748
- Maastricht (04/05-1748)

Campagnes italiennes
- Combat de Saint-Tropez (06-1742)
- Camposanto (02-1743)
- Villafranca (04-1744)
- Casteldelfino (07-1744)
- Velletri (08-1744)
- Madonne de l'Olmo (09-1744)
- Bassignana (09-1745)
- Josseau (10-1745)
- Plaisance (06-1746)
- Tidone (08-1746)
- Rottofreddo (08-1746)
- Gênes (1er) (12-1746)
- Gênes (2e) (07-1747)
- Assietta (07-1747)

La prise de Gand a lieu le 11 juillet 1745 pendant la guerre de Succession d'Autriche lorsqu'une armée française de 5 000 hommes placée sous le commandement du comte de Lowendal surprend et capture la ville de Gand aux Pays-Bas autrichiens. La garnison alliée offre une faible résistance et la citadelle se rend le 15 juillet.
Le siège a lieu deux mois après la victoire française à Fontenoy, et la perte de Gand est un nouveau coup dur pour les Alliés. La ville avait été convertie en importante base pour l'armée habsbourgeoise depuis qu'elle avait été mobilisée en 1742. Gand est alors utilisé comme point de ravitaillement et les stocks qui y étaient entreposés étaient à leur niveau maximum. Un régiment britannique, dans lequel était James Wolfe, quitte la ville peu de temps avant sa chute et échappe de peu à la détention. Une colonne de 4 000 à 5 000 Britanniques, Hanovriens, Hollandais et Autrichiens envoyés en renfort par le duc de Cumberland est battue par les Français à la bataille de Melle et seuls 1 000 hommes parviendront jusqu'à Gand.
La ville est investie par les armées françaises et tombe le 11 juillet. Lowendal ouvre des tranchées et place des sapes sous les murs de la citadelle. Sans plus aucun espoir de recevoir des renforts et face à l'armée de Lowendal portée à 15 000 hommes, le moral de la garnison de la citadelle chute rapidement, jusqu'à ce qu'un coup de main du 15 juillet précipite la chute de la place. Quelque 3 000 Alliés sont faits prisonniers ainsi que d'importants stocks d'armes et de ravitaillement. L'année suivante, la ville de Gand sert de point de départ pour la percée française qui culmine avec le siège de Bruxelles.

## Sources et bibliographie
- (en) Reed Browning, The War of the Austrian Succession, Alan Sutton Publishing, 1993, 445 p. (ISBN 978-0-312-09483-6, OCLC 490197543)
- (en) Stephen Brumwell, Paths of Glory : The Life and Death of General James Wolfe, Continuum International Publishing Group, 2007, 432 p. (ISBN 978-0-7735-3261-8, présentation en ligne)